# Терноватка (Криворожский район)
Терноватка (укр. Тернуватка) — село,
Недайводский сельский совет,
Криворожский район,
Днепропетровская область,
Украина.
Код КОАТУУ — 1221884503. Население по переписи 2001 года составляло 132 человека.

## Географическое положение
Село Терноватка находится на правом берегу реки Ингулец,
выше по течению на расстоянии в 3 км расположено село Искровка (Петровский район),
ниже по течению на расстоянии в 3,5 км расположено село Раево-Александровка,
на противоположном берегу — село Недайвода.